# Bairnsdale Airport
Bairnsdale Airport är en flygplats i Australien. Den ligger i kommunen East Gippsland och delstaten Victoria, omkring 230 kilometer öster om delstatshuvudstaden Melbourne.
Runt Bairnsdale Airport är det ganska glesbefolkat, med 42 invånare per kvadratkilometer.. Närmaste större samhälle är Bairnsdale, nära Bairnsdale Airport. 
Trakten runt Bairnsdale Airport består till största delen av jordbruksmark. Genomsnittlig årsnederbörd är 960 millimeter. Den regnigaste månaden är juni, med i genomsnitt 163 mm nederbörd, och den torraste är juli, med 33 mm nederbörd.